# Hörscheid

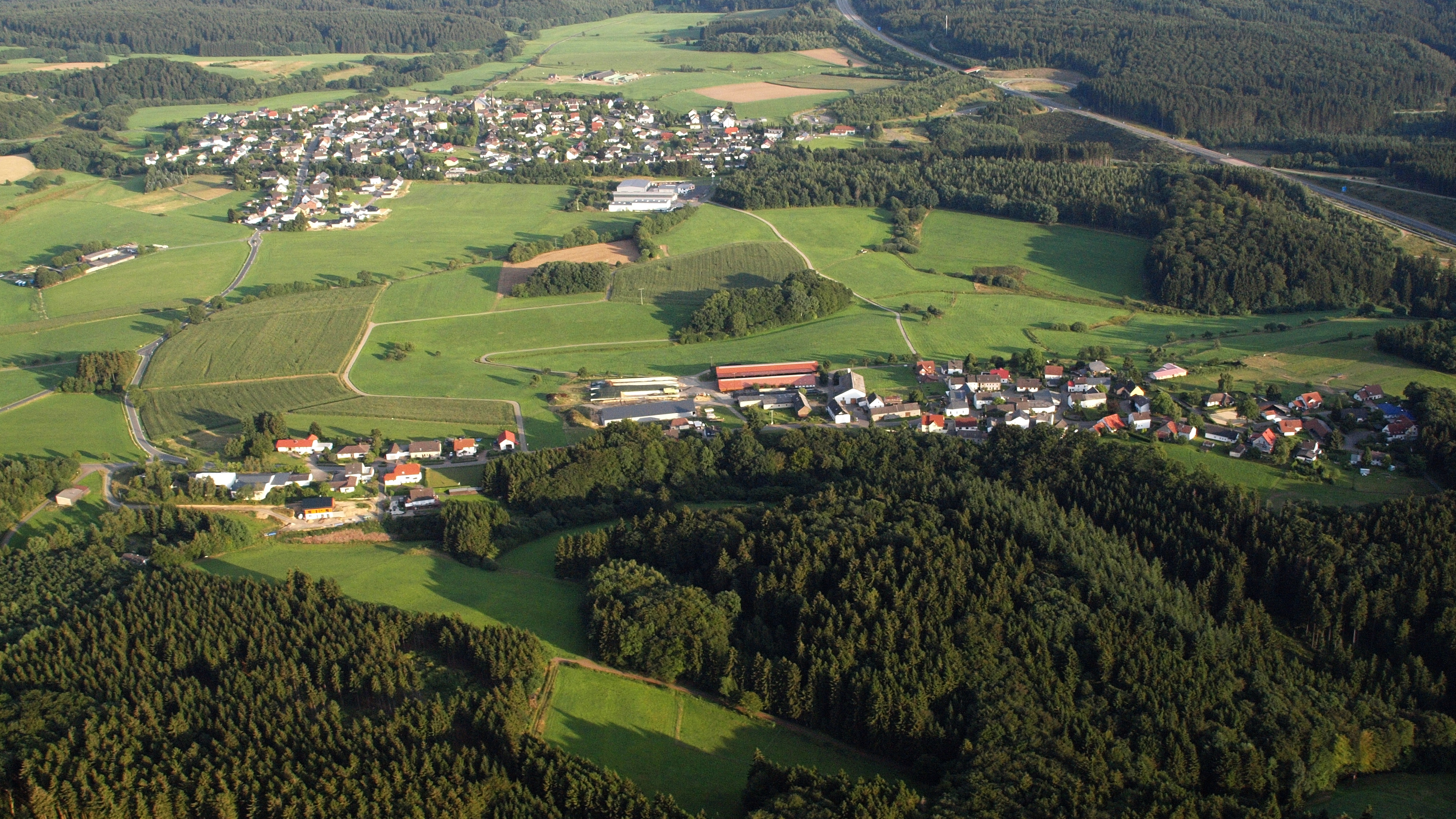
Hörscheid, Luftaufnahme (2015)

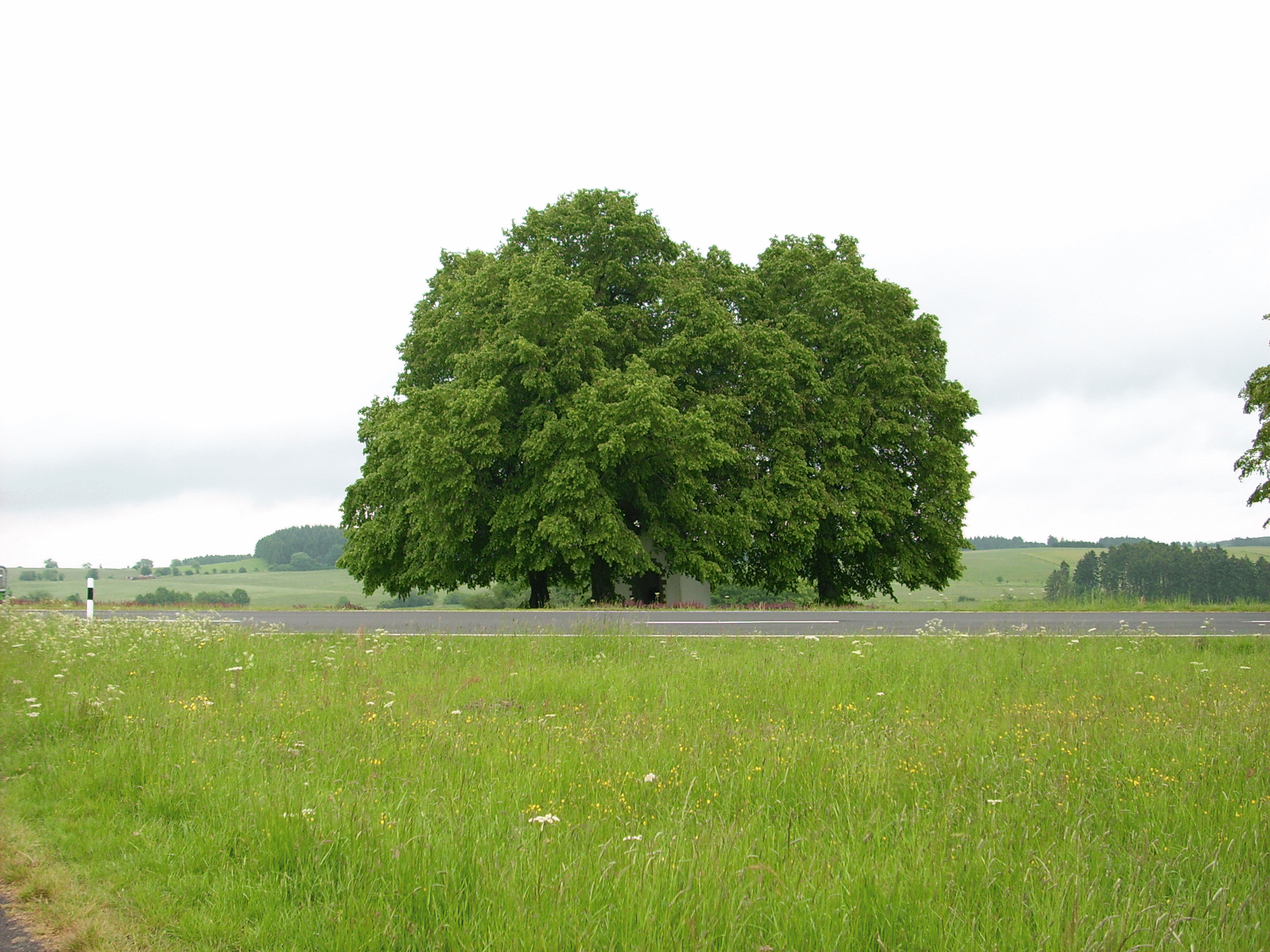
Heiligenhäuschen aus den 1960er Jahren

Hörscheid ist eine Ortsgemeinde im Landkreis Vulkaneifel in Rheinland-Pfalz. Sie gehört der Verbandsgemeinde Daun an.

## Geographie
Die höchste Erhebung auf der Gemarkung ist die nordöstlich gelegene Kapp mit 590 m ü. NHN. Das Dorf selbst liegt auf einer schmalen langgestreckten Anhöhe, von der das Gelände nach beiden Seiten abfällt. Im Norden fällt vom Dorf aus ein bewaldeter Hang bis zum Hasenbach stark ab, südlich des Dorfes befindet sich abfallendes Wiesengelände bis zum Seifen. Beide Bäche vereinigen sich im Westen der Gemarkung zum Maubach, dieser fließt dann bei Boverath in die Lieser.
Im Osten der Gemarkung entspringt die Alf, sie fließt von dort aus nach Süden.
Zu Hörscheid gehören auch die Wohnplätze Birkenhof und Sonnenhof.
Hörscheid ist ein Straßendorf, das in einer Sackgasse endet. Westlich des Dorfes verläuft die neugebaute Teilstrecke der A 1 von Trier nach Köln. 1982 wurde Hörscheid Bezirkssieger im Wettbewerb Unser Dorf soll schöner werden.

## Geschichte
Das Gebiet war bereits in der Jungsteinzeit besiedelt. Auf dem Siedlungsgebiet fand man keltische Steinbeile. Die Flur Runkelhof zeigt Spuren römischer Besiedlung, hier stand an der Römerstraße von Trier nach Köln eine Steinbauvilla aus dem 2. bis 4. Jahrhundert. Die Römer hatten eine nahe gelegene Seitenquelle der Alf umgeleitet und kanalisiert. Die Stollenwasserleitung verlief 1,30 m tief im Boden und endete in einem Brunnen im Nachbardorf Darscheid, der aber verschollen ist.
Der Name des Dorfes wird vom keltischen Wort für „Bergwald“ oder „Hirschwald“ abgeleitet, was aber unsicher ist. Die Endung „-scheid“ weist auf eine frühmittelalterliche Rodung hin.
Erstmals urkundlich erwähnt wird Hörscheid in einer Urkunde von 1465, es bestand nach dieser Urkunde schon im Jahr 1398. Im 16. Jahrhundert bestand die Siedlung aus fünf Feuerstellen. Das Dorf war seit dem 14. Jahrhundert dem Amt Daun eingegliedert, das seit 1354 zu Kurtrier gehörte. Kirchlich gehörte das ganze Amt Daun jedoch zum Erzbistum Köln. Das Gebiet ist vorwiegend römisch-katholisch besiedelt, Hörscheid gehört seit 1803 zur Pfarrei Darscheid. Die Glocke der katholischen Brigidenkapelle wurde 1678 gegossen, es muss damals also schon eine Kapelle bestanden haben. Sie wurde 1850 erneuert. Die evangelische Diasporagemeinde gehört zum Dekanat Adenau.
1787 bestand in Hörscheid eine Winterschule. Später gingen die Schulkinder nach Darscheid in eine einklassige Volksschule, die 1975 geschlossen wurde. Seitdem besuchen die Hörscheider Kinder die zweizügige Grundschule in Mehren. Ein Kindergarten steht ebenfalls in Darscheid zur Verfügung.
Während der sogenannten Franzosenzeit (1798 bis 1814) war Hörscheid dem Kanton Daun im Saardepartement zugeordnet. Nachdem die Region 1815 aufgrund der Beschlüsse auf dem Wiener Kongress dem Königreich Preußen zugesprochen wurde, stand die Gemeinde Hörscheid von 1816 an unter der Verwaltung der Bürgermeisterei Daun im Kreis Daun, der Teil des Regierungsbezirks Koblenz in der Rheinprovinz (1822) war.
Das Leben in der Eifel war für die Menschen wegen des rauen Klimas und der schlechten Böden oft hart. Wegen großer Not wanderten Anfang des 19. Jahrhunderts insgesamt 31 Personen aus Hörscheid nach Nordamerika aus. Erst ab 1860 konnten durch Aufforstung der kargen Heide und verbesserte landwirtschaftliche Methoden die Ernährung der Bevölkerung dauerhaft gesichert werden. 1912 erfolgte eine Zusammenlegung der durch Erbteilung zerstückelten Felder. 1931 wurde eine zentrale Wasserversorgung gebaut. 1933 wurde ein großer Teil des Heidelandes kultiviert.
Bevölkerungsentwicklung
Die Entwicklung der Einwohnerzahl von Hörscheid, die Werte von 1871 bis 1987 beruhen auf Volkszählungen:
| Jahr | Einwohner |
| ---- | --------- |
| 1815 | 92        |
| 1835 | 110       |
| 1871 | 111       |
| 1905 | 104       |
| 1939 | 104       |
| 1950 | 116       |
| 1961 | 118       |

| Jahr | Einwohner |
| ---- | --------- |
| 1970 | 120       |
| 1987 | 117       |
| 1997 | 135       |
| 2005 | 141       |
| 2011 | 129       |
| 2017 | 125       |
| 2023 | 118       |

## Politik

### Bürgermeister
Kurt Binz ist seit dem 29. August 2019 Ortsbürgermeister von Hörscheid.
Der Vorgänger von Binz als Ortsbürgermeister, Hans Schuh, wurde in der Wahl am 25. August 2009 vom Gemeinderat zum Ortsbürgermeister gewählt und löste damals Walter Steinebach ab. Schuh trat 2019 aus Altersgründen nicht erneut an.

### Wappen
| Wappen von Hörscheid | Blasonierung: „In Silber ein blauer Wellenstab, vorn ein durchgehendes rotes Balkenkreuz, hinten über einem grünen Eichenblatt eine rote Flamme.“ |
| Wappen von Hörscheid | Wappenbegründung: Das rote Balkenkreuz auf silbernem Grund weist auf die jahrhundertelange Zugehörigkeit zum Kurfürstentum Trier hin. Der blaue Wellenstab symbolisiert die Quelle des Alfbachs. Das grüne Eichenblatt dokumentiert, dass der Name Hörscheid als „Bergwald“ gedeutet wird, sowie die Tatsache, dass auf der Flur Gebrannter Berg Eichenlohe zum Gerben gewonnen wurde. Die rote Flamme ist Kennzeichen der Ortspatronin St. Brigida. Das Wappen wurde am 7. Mai 1991 genehmigt. |

## Sehenswürdigkeiten

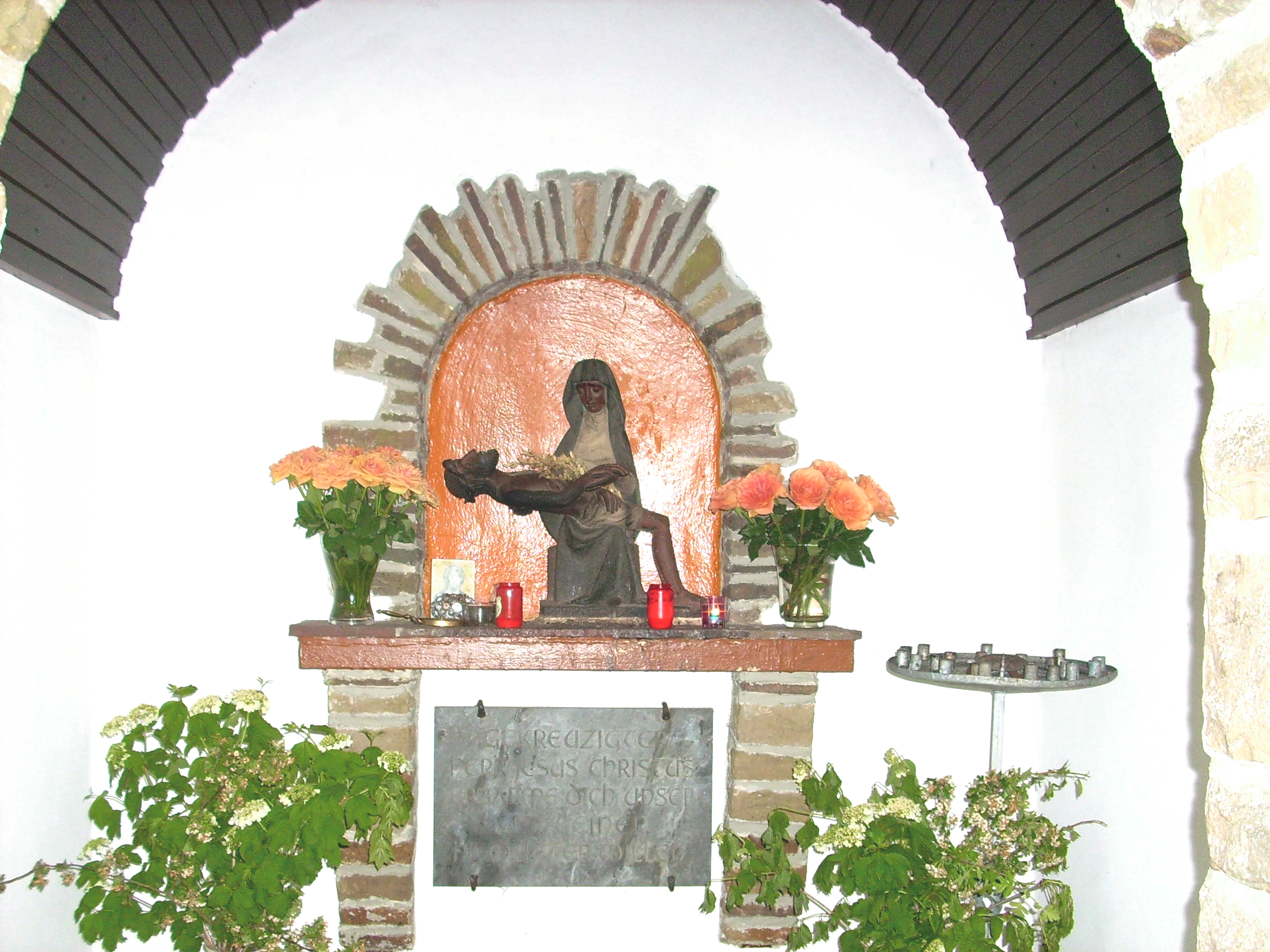
Pietà im Heiligenhäuschen

Neben einer 1850 neu gebauten Kapelle mit einem Barockaltar von 1738, der der Hl. Brigida von Kildare geweiht ist, steht auf der Gemarkung der Gemeinde ein malerisches Heiligenhäuschen, das in den 1960er Jahren errichtet wurde, mit einer aus rötlichem Basalt gefertigten Pietà. Zentral gelegen sind außer der Kapelle der 1980 errichtete Brunnenplatz, ein 2006 in Eigenleistung der Bürger erneuerter Spielplatz sowie ein Gemeindehaus mit Feuerwehrhaus.
Siehe auch: Liste der Kulturdenkmäler in Hörscheid

## Wirtschaft und Infrastruktur
Das kleine Dorf beherbergt drei landwirtschaftliche Großbetriebe, davon zwei Aussiedlerhöfe.